# Connect (estudio de animación)
CONNECT (CONNECT Konekuto?) es un estudio de animación japonés y división de Silver Link. El estudio se fundó inicialmente como CONNECT, Inc. (株式会社コネクト Kabushiki-gaisha Konekuto?) en abril de 2012 como una filial japonesa del estudio de animación Silver Link, pero más tarde fue absorbida por completo y disuelta por su empresa matriz el 17 de julio de 2020, y posteriormente se convirtió en un subestudio dentro de la empresa.
La mayoría de las obras de Connect han sido coproducciones con su empresa matriz. Comenzando con el web anime Monster Strike. Aunque últimamente el estudio trabajó menos con su empresa matriz, produciendo producciones en solitario como Strike the Blood III, Senryū Shōjo, Ore wo Suki nano wa Omae dake ka yo y Ayakashi Triangle.

## Trabajos

### Series de televisión
| Año  | Título                                                       | Director(es)                    | Fecha de primera transmisión | Fecha de última transmisión | Eps. | Nota(s)                                                                                              | Ref(s)               |
| ---- | ------------------------------------------------------------ | ------------------------------- | ---------------------------- | --------------------------- | ---- | --- | -------------------- |
| 2013 | Strike the Blood                                             | Takao Sano Hideyo Yamamoto      | 4 de octubre de 2013         | 28 de marzo de 2014         | 24   | Adaptación de la serie de novelas ligeras de Gakuto Mikumo. Coproducido junto a Silver Link.         | [ 3 ]                |
| 2015 | Chaos Dragon                                                 | Hideki Tachibana Masato Matsune | 2 de julio de 2015           | 17 de septiembre de 2015    | 12   | Basado en el juego de rol Chaos Dragon . Coproducido junto a Silver Link.                            | [ 4 ]                |
| 2016 | Ange Vierge                                                  | Masafumi Tamura                 | 9 de julio de 2016           | 24 de septiembre de 2016    | 12   | Basado en el juego de cartas coleccionables de Kadokawa y Sega. Coproducido junto a Silver Link.     | [ 5 ]                |
| 2017 | Busō Shōjo Machiavellism                                     | Hideki Tachibana                | 5 de abril de 2017           | 21 de junio de 2017         | 12   | Adaptación de la serie de manga escrita por Yūya Kurokami. Coproducido junto a Silver Link.          | [ 6 ]                |
| 2018 | Death March Kara Hajimaru Isekai Kyōsōkyoku                  | Shin Ōnuma                      | 18 de enero de 2018          | 29 de marzo de 2018         | 12   | Adaptación de la serie de novelas ligeras escritas por Hiro Ainana. Coproducido junto a Silver Link. | [ 7 ]                |
| 2019 | Senryū Shōjo                                                 | Masato Jinbo                    | 6 de abril de 2019           | 22 de junio de 2019         | 12   | Adaptación de la serie de manga escrita por Masakuni Igarashi.                                       | [ 8 ]                |
| 2019 | Ore wo Suki Nano wa Omae Dake ka yo                          | Noriaki Akitaya                 | 2 de octubre de 2019         | 25 de diciembre de 2019     | 12   | Adaptación de la serie de novelas ligeras escritas por Rakuda e ilustradas por Buruki.               | [ 9 ]                |
| 2021 | Mahōka Kōkō no Yūtosei                                       | Hideki Tachibana                | 3 de julio de 2021           | 25 de septiembre de 2021    | 13   | Adaptación de la serie de novelas ligeras escritas por Tsutomu Satō e ilustradas por Ishida Kana.    | [ 10 ]               |
| 2022 | Slow Loop                                                    | Noriaki Akitaya                 | 7 de enero de 2022           | 25 de marzo de 2022         | 12   | Adaptación de la serie de manga escrita por Maiko Uchino.                                            | [ 11 ]               |
| 2023 | Ayakashi Triangle                                            | Noriaki Akitaya                 | 10 de enero de 2023          | 26 de septiembre de 2023    | 12   | Adaptación de la serie de manga escrita por Kentarō Yabuki.                                          | [ 12 ]               |
| 2024 | Nozomanu Fushi no Bōkensha                                   | Noriaki Akitaya                 | 8 de enero de 2024           | 25 de marzo de 2024         | 12   | Adaptación de la serie de novelas ligeras escritas por Yū Okano e ilustradas por Jaian.              | [ 13 ] [ 14 ]        |
| 2024 | Seiyū Radio no Ura Omote                                     | Hideki Tachibana                | 10 de abril de 2024          | 26 de junio de 2024         | 12   | Adaptación de la serie de novelas ligeras escritas por Kō Nigatsu e ilustradas por Saba Mizore.      | [ 15 ] [ 16 ]        |
| 2025 | Kizetsu Yūsha to Ansatsu Hime                                | Noriaki Akitaya                 | 5 de julio de 2025           | —                           | —    | Adaptación de la serie de manga escrita por Norishiro-chan.                                          | [ 17 ] [ 18 ] [ 19 ] |
| 2026 | Class de 2-ban Me ni Kawaii Onna no Ko to Tomodachi ni Natta | Hideki Tachibana                | 2026                         | —                           | —    | Adaptación de la serie de novelas ligeras escritas por Takata e ilustradas por Azuri Hyūga.          | [ 20 ]               |

### ONAs
| Año  | Título                           | Director(es)    | Fecha de primera transmisión | Fecha de última transmisión | Eps. | Notas                                                                     | Ref(s) |
| ---- | -------------------------------- | --------------- | ---------------------------- | --------------------------- | ---- | ------------------------------------------------------------------------- | ------ |
| 2014 | Bonjour Sweet Love Patisserie    | Noriaki Akitaya | 10 de octubre de 2014        | 20 de marzo de 2015         | 24   | Basado en el juego móvil de more games. Coproducción junto a Silver Link. |        |
| 2016 | Monster Strike: Rain of Memories | Hideo Tachibana | 3 de diciembre de 2016       | 3 de diciembre de 2016      | 1    | Coproducido con Ultra Super Pictures.                                     | [ 21 ] |

### OVAs
| Año  | Título                                                      | Director(es)     | Fecha de primera transmisión | Fecha de última transmisión | Eps. | Notas | Ref(s)               |
| ---- | ----------------------------------------------------------- | ---------------- | ---------------------------- | --------------------------- | ---- | --- | -------------------- |
| 2014 | Alice in Borderland                                         | Hideki Tachibana | 15 de octubre de 2014        | 16 de febrero de 2015       | 3    | Adaptación de la serie de manga shōnen de Haro Aso. Coproducción junto a Silver Link.                            | [ 22 ]               |
| 2015 | Strike the Blood: Valkyria no Ōkoku-hen                     | Hideyo Yamamoto  | 25 de noviembre de 2015      | 23 de diciembre de 2015     | 2    | Secuela de "Strike the Blood". Coproducción junto a Silver Link.                                                 |                      |
| 2016 | Strike the Blood II                                         | Hideyo Yamamoto  | 23 de noviembre de 2016      | 26 de abril de 2017         | 8    | Secuela de "Strike the Blood: Valkyria no Ōkoku-hen". Coproducción junto a Silver Link.                          | [ 23 ]               |
| 2017 | Busō Shōjo Machiavellism                                    | Hideki Tachibana | 25 de noviembre de 2017      | 25 de noviembre de 2017     | 1    | Coproducción junto a Silver Link.                                                                                | [ 24 ]               |
| 2018 | Strike the Blood III                                        | Hideyo Yamamoto  | 19 de diciembre de 2018      | 25 de septiembre de 2019    | 10   | Secuela de "Strike the Blood II".                                                                                | [ 25 ]               |
| 2020 | Strike the Blood: Kieta Seisō-hen                           | Hideyo Yamamoto  | 29 de enero de 2020          | 29 de enero de 2020         | 1    | Secuela de "Strike the Blood III".                                                                               | [ 26 ]               |
| 2020 | Strike the Blood IV                                         | Hideyo Yamamoto  | 8 de abril de 2020           | 30 de junio de 2021         | 12   | Secuela de "Strike The Blood: Kieta Seisō-hen".                                                                  | [ 26 ]               |
| 2020 | Ore wo Suki Nano wa Omae Dake ka yo ~Ore-tachi no Game Set~ | Noriaki Akitaya  | 2 de septiembre de 2020      | 2 de septiembre de 2020     | 1    | Adaptación de la serie de novelas ligeras escritas por Rakuda. Secuela de "Ore wo Suki nano wa Omae dake ka yo". | [ 27 ] [ 28 ] [ 29 ] |
| 2022 | Strike the Blood Final                                      | Hideyo Yamamoto  | 30 de marzo de 2022          | 29 de julio de 2022         | 4    | Secuela de "Strike the Blood IV"                                                                                 | [ 30 ]               |